# Егаш Мониш
Егаш Мониш (на португалски: Egas Moniz), истинско Анто̀ниу Каета̀ну ди Абрѐу Фрѐйри Ѐгаш Мо̀ниш (Antonio Caetano de Abreu Freire Egas Moniz) е португалски лекар – психиатър и невро-хирург, роден на 29 ноември 1874 г. в имението Аванса и починал на 13 декември 1955 г. в Лисабон.
Носител е на Нобелова награда за физиология или медицина от 1949 г., връчена му за открития, свързани с терапевтичната стойност на левкотомията при някои неврози. Той дели наградата с швейцарския физиолог Валтер Хес.

## Биография

### Ранни години
Егаш Мониш е потомък от стар португалски аристократичен род. През 1891 г. постъпва в университета в Коимбра. През 1899 г. се дипломира като лекар с теза върху дифтерията. Твърде млад получава първия пристъп на подагра, която по-късно обезформя и инвалидизира ръцете му. Като студент се увлича от политиката, като има либерални убеждения и симпатизира на републиканците, борещи се за сваляне на монархията. За подкрепа на това антимонархическо движение пише памфлети под псевдонима Егаш Мониш, с което става известен.

### Научна кариера
След дипломирането си специализира 2 години неврология в Бордо и Париж. През 1902 г. постъпва на работа в Медицинския факултет на университета в Коимбра. През 1911 г. става професор в новосъздадената катедра по неврология в университета в Лисабон и остава на този пост до пенсионирането си през 1945 г.
Поради липсващи обективни методи за изследване в неврологията на човешкия мозък, през 1927 г. разработва и въвежда в клиничната практика мозъчната ангиография, при която чрез съчетано използване на рентгенови лъчи и радиоактивни йодни препарати е възможно да се откроят контрастно мозъчните кръвоносни съдове. Прилагането на този метод донася на автора голяма известност, като и до днес е основно средство в диагностиката на мозъчни тумори и съдови увреждания.
През 1935 г. присъства на международна конференция, където се съобщава за експеримента на двама американски учени за отстраняване на голяма част от челния дял на мозъка на маймуни, в резултат на което изчезва проявяваната от тях агресивност. Това го навежда на мисълта, че прекъсването на връзката между челния дял с останалата част от мозъка, може да се използва за подобряване състоянието на психичноболни хора с изявена агресивност. Дотогава прилаганите средства и методи имали временен ефект и практически това психическо състояние е опасно както за болните, така и за околните. През 1936 г. се извършва първата операция от професора по неврохирургия Алмейда Лима, наречена левкотомия (от гръцки: leukos – „бял“). Методът е наречен с такова име поради прекъсване на нервните влакна, изградени от бяло вещество, които свързват челния лоб с другите части на мозъка. Днес тази операция е известна с името лоботомия. Този метод не лекува радикално болестта, но прави пациентите спокойни, което позволява да живеят в семейна среда. След извършване на около 100 подобни операции, правителството забранява подобно лечение. Този метод получава най-широко разпространение след Втората световна война в САЩ, където неврологът Уолтър Фриман я прилага в собствена модификация. От 1960 г. с откриването на нови психотерапевтични средства, броят на извършваните лоботомии рязко намалява и престава да се прилага. Така е намерено и решение и са удовлетворени протестите на психолози и психиатри, че тази операция е антихуманна и води до дълбока промяна в психиката и унищожаване на личността.

### Политическа кариера
Студенските му увлечения по политиката водят до това, че участва активно в политическия живот на Португалия.
- През 1903 – 1917 г. е депутат в Парламента.
- През 1917 г. е посланик на Португалия в Испания.
- От 1917 г. е Министър на външните работи на Португалия и като представител на държавата си подписва Версайския мирен договор.
- През 1922 г. се отказва от политическа дейност, след идването на власт на консервативно управление.

## Нобелов лауреат
През 1949 г. получава половината Нобелова награда за физиология или медицина „за откриването на терапевтичната стойност на левкотомията при някои психози“, като я поделя с Валтер Хес.

## Признание
Мониш е член на Кралската академия на науките в Лисабон и на лондоското Кралско дружество.